# Alberto Schiavon
Alberto Schiavon (* 2. April 1978 in Rovereto) ist ein ehemaliger italienischer Snowboarder. Er startete in der Disziplin Snowboardcross und nahm an zwei Olympischen Winterspielen sowie drei Snowboard-Weltmeisterschaften teil.

## Werdegang
Schiavon nahm im Februar 2000 in Madonna di Campiglio am Snowboard-Weltcup der FIS teil, wobei er den 37. Platz errang. In der Saison 2003/04 erreichte er mit Platz acht in Whistler seine erste Top-Zehn-Platzierung sowie am Mount Bachelor mit Platz drei seine erste Podestplatzierung im Weltcup und zum Saisonende den 24. Platz im Snowboardcross-Weltcup. Im folgenden Jahr wurde er bei den Weltmeisterschaften in Whistler Siebter. In der Saison 2005/06 holte er Whistler seinen ersten Weltcupsieg und kam bei seiner ersten Teilnahme an Olympischen Winterspielen im Februar 2006 in Turin auf den 26. Platz. Die Saison beendete er auf dem 12. Platz im Snowboardcross-Weltcup. In der folgenden Saison belegte er den 17. Platz im Snowboardcross-Weltcup und bei den Snowboard-Weltmeisterschaften 2007 in Arosa den 29. Platz. Nachdem er im März 2009 italienischer Meister wurde, kam er in der Saison 2009/10 bei sieben Teilnahmen im Weltcup zweimal auf den vierten Platz und belegte damit den 28. Platz im Gesamtweltcup sowie den achten Rang im Snowboardcross-Weltcup. Beim Saisonhöhepunkt, den Olympischen Winterspielen 2010 in Vancouver, errang er den 21. Platz. Zudem gewann er bei den Winter-X-Games 2010 in Aspen die Bronzemedaille. In der Saison 2010/11 erreichte er mit drei Top-Zehn-Platzierungen den zehnten Platz im Snowboardcross-Weltcup. Dabei holte er in Chiesa in Valmalenco seinen zweiten und damit letzten Weltcupsieg. Bei den Snowboard-Weltmeisterschaften 2011 in La Molina wurde er Sechster. In den folgenden Jahren errang er im Weltcup meist Platzierungen außerhalb der ersten Zehn. Seinen 79. und damit letzten Weltcup absolvierte er im März 2014 in La Molina, welchen er auf dem 34. Platz beendete.

## Teilnahmen an Weltmeisterschaften und Olympischen Winterspielen

### Olympische Spiele
- 2006 Turin: 26. Platz Snowboardcross
- 2010 Vancouver: 21. Platz Snowboardcross

### Weltmeisterschaften
- 2005 Whistler: 7. Platz Snowboardcross
- 2007 Arosa: 29. Platz Snowboardcross
- 2011 La Molina: 6. Platz Snowboardcross

## Weltcupsiege und Weltcup-Gesamtplatzierungen

### Weltcupsiege
| Nr. | Datum            | Ort                  | Disziplin      |
| --- | ---------------- | -------------------- | -------------- |
| 1.  | 8. Dezember 2005 | Whistler             | Snowboardcross |
| 2.  | 18. März 2011    | Chiesa in Valmalenco | Snowboardcross |

### Weltcup-Gesamtplatzierungen
| Saison    | Gesamt | Gesamt | Snowboardcross | Snowboardcross |
| Saison    | Punkte | Platz  | Punkte         | Platz          |
| --------- | ------ | ------ | -------------- | -------------- |
| 1999/2000 | 2      | 127.   | 16             | 127.           |
| 2002/03   | -      | -      | 506            | 36.            |
| 2003/04   | -      | -      | 1100           | 24.            |
| 2004/05   | -      | -      | 667            | 34.            |
| 2005/06   | 1696   | 46.    | 1696           | 12.            |
| 2006/07   | 638    | 95.    | 638            | 17.            |
| 2007/08   | 708    | 120.   | 708            | 32.            |
| 2008/09   | 1219   | 64.    | 1219           | 20.            |
| 2009/10   | 1800   | 28.    | 1800           | 8.             |
| 2010/11   | -      | -      | 1982           | 10.            |
| 2011/12   | -      | -      | 916            | 21.            |
| 2012/13   | -      | -      | 158            | 53.            |
| 2013/14   | -      | -      | 227            | 45.            |